# Johann Ellerborn († um 1532)
Johann Ellerborn (* 15. Jahrhundert in Aachen; † um 1532 ebenda) war Schöffe und Bürgermeister der Reichsstadt Aachen.

## Leben und Wirken
Johann Ellerborn stammte aus einer einflussreichen Familie ab, die ursprünglich in Münstereifel ansässig war und sich anfangs Elreborn schrieb und nach Übersiedlung in die Stadt Aachen dort zahlreiche Amtsträger hervorbrachte. Er war der Sohn von Peter Ellerborn und der Adelheid Overbach sowie Enkel des Alt-Bürgermeisters Johann Ellerborn und Neffe von Thomas Ellerborn.
Johann Ellerborn trat erstmals um 1516 als Mitglied des Schöffenkollegiums in Erscheinung und wurde in den Jahren 1519 und 1523 zum Bürgermeister der Freien Reichsstadt Aachen gewählt. Auf Grund der Namensgleichheit mit seinem Sohn ist es den Quellen nicht zu entnehmen, wer von beiden 1531/32 das Amt des Bürgermeisters innehatte. Darüber hinaus übernahm Johann Ellerborn ab 1520 das Amt des Christoffels der Wirichsbongardgrafschaft und gehörte 1521 und 1522 dem Rat der Stadt Aachen an. Ebenfalls ab 1521 wurde er zum Sendschöffen ernannt.
Aus seiner Ehe mit einer nicht näher überlieferten Dame entstanden die beiden Söhne und späteren Bürgermeister Johann und Gerhard Ellerborn.